# アートカレッジ 1994
『アートカレッジ 1994』（原題：藝術學院）は、リュウ・ジエンが監督を務めた2023年の長編アニメ映画である。
中国社会が大きく変化する1990年代中国の美術大学を舞台にした群像劇である。
第73回ベルリン国際映画祭コンペティション部門出品作品。日本では第36回東京国際映画祭で上映された。

## 声優
声優には、声優を本業としてない映画俳優、ロックスター、作家、司会者、映画監督など多種多様な人々が参加した。
- 王宏偉(俳優、フー・ティヤアンミン役)[1]
- 周冬雨(女優)
- 黄渤（中国語版）(俳優)
- 許知遠(作家)
- 賈樟柯(映画監督)